# الاعتراف القانوني بالعلاقات المثلية في أرمينيا
لا يتم الاعتراف بزواج المثليين والاتحاد المدني في أرمينيا، غير أن البلاد تعترف منذ عام 2017 بكل زواج تم عقده في الخارج بما فيه زواج المثليين بعد أمر من وزارة العدل الأرمينية.
رغم أنه بحلول عام 2020 لم يتم الاعتراف بأي حالة لزواج المثليين. ويوجد حظر دستوري على زواج المثليين إذ يحد دستور البلاد ولا يعترف إلا بزواج المغايرين.

## تاريخ
في عام 2006 احتفل شخصان مثليان بحفل زفاف رمزي (غير رسمي) في البلاد وبالتحديد في كاتدرائية إتشميادزينه (التابعة للكنيسة الأرمنية الأرثودكسية). نُشرت مقالة حول هذا الموضوع في جريدة "168 Zham" (بالعربية: 168 ساعة)؛ وأثارت حينها جدلا وضجة كما أثارت سخط وسائل الإعلام المحلية المحافظة والسياسيين والمسؤولين الدينيين.
زواج المثليين غير قانوني في أرمينيا وهناك حظر دستوري مفروض عليه. هناك قلة ممن يتناقشون حول هذه القضايا باعتبارها أمرا محظورا داخل المجتمعٍ الآرمني. لدى حكومة أرمينيا علاقات وثيقة مع الكنيسة الأرمنية التي تعارض زواج المثليين.
بموجب التعديلات التي أُدخلت على الدستور الأرمني عام 2015، تم حظر زواج المثليين دستوريا حيث تم سنُّ بعض التشريعات وهي على الشكل التالي:

- المادة 35. حرية الزواج

1 - يحق للمرأة والرجل الذي يبلغ سن الزواج أن يتزوج ويكوّن أسرة معبرة عن إرادتها. يقرر القانون سن الزواج وإجراءات الزواج والطلاق.

2- للمرأة والرجل الحق في الحصول على حقوق متساوية في الزواج وأثناء الزواج وعند فسخه.

3- لا يجوز تقييد حرية الزواج إلا بموجب القانون بهدف حماية الصحة والأخلاق.
في 18 تشرين الأول/أكتوبر 2017، قدم النائب تيغران أوريكانيان عن حزب أرمينيا المزدهرة مشروع قانون كان من شأنه إجراء تغييرات في قانون الأسرة لزيادة حظر زواج المثليين في أرمينيا. في 15 نوفمبر 2018، رفضت الحكومة الأرمنية مشروع القانون، مشيرة إلى أن زواج المثليين محظور بالفعل من قبل الدستور وقانون الأسرة. تنص المادة 10 من قانون الأسرة على أن «الموافقة الطوعية المتبادلة بين الرجل والمرأة والسن الزوجية (17 سنة للنساء و 18 سنة للرجال) ضرورية لإبرام الزواج». ومع ذلك، فإن المادة 11، التي تسرد العديد من حالات الزواج الممنوعة (بما في ذلك تعدد الزوجات، وزواج الأقارب، والزواج بين المتبنين والذين تم تبنيهم)، لا تحتوي على حظر على الزواج بين أشخاص مثليين. رفض البرلمان مشروع القانون في نوفمبر 2019، ووصفه بأنه «لا لزوم له»، كما رفض أيضًا مشروع قانون يحظر صراحةً تبني المثليين للأطفال.

## الاعتراف بالزواج الذي يتم عقده في الخارج
في 3 يوليو 2017 ذكرت وزارة العدل أن كل عقود الزواج التي تتم في الخارج تبقى صالحة حتى داخل أرمينيا، بما في ذلك زواج المثليين. وفقا لقانون الأسرة فإن زواج المثليين بين المواطنين الأرمن أو بين الأرمن ومواطنين أجانب أو مع أشخاص عديمي الجنسية مسموح به شريطة أن يتم التسجيل والتوقيع على عقد الزواج خارج أرمينيا ويبقى العقد صالحا داخل البلاد بعد التصديق القنصلي عليه. لا يشير التقرير إلى جنس الشركاء المتزوجين وينص على أن الزواج المسجل في بلد آخر الذي يتماشى مع تشريعات تلك الدولة، قانوني ومقبول في أرمينيا 
اعتبارًا من عام 2019، «لم يتم توثيق هذا الاعتراف بعد.» ولا يُعرف ما إذا كان هذا الاعتراف يمنح الأزواج المثليين من الأرمن أية حقوق أو حماية بموجب القانون المحلي، وفي ضوء الحظر الدستوري الحالي.